# Zapovednik Kologrivski Les
Zapovednik Kologrivski Les, officieel M.G. Sinitsyn Staatsnatuurreservaat Kologrivski Les (Russisch: Кологривский лес государственный природный заповедник им. М.Г. Синицына), is een strikt natuurreservaat gelegen in de oblast Kostroma in het midden van Europees Rusland. De oprichting tot zapovednik vond plaats op 21 januari 2006 per decreet (№ 27/2006) van de regering van de Russische Federatie. Zapovednik Kologrivski Les heeft een oppervlakte van 589,39 km², verdeeld over twee clusters. Ook werd er een bufferzone van 685,52 km² ingesteld. Het reservaat is vernoemd naar M. Sinitsyn, de eerste directeur van het reservaat, die in samenwerking met biologen en boswachters uit zowel Rusland als Nederland een sleutelrol speelde bij de oprichting.

## Kenmerken
Zapovednik Kologrivski Les is gelegen in het centrale deel van Europees Rusland en ligt in de zuidelijke taigazone. Het reservaat wordt onderverdeeld in twee clusters en is gelegen in het stroomgebied van de rivieren Oenzja en Neja. De aanwezigheid van twee clusters zorgt ervoor dat verschillende landschappelijke elementen van de zuidelijke taiga vertegenwoordigd zijn. Het reservaat bestaat uit donkere naaldwouden, gemengde bossen en lokaal graslanden en hoogvenen. Niet alle delen van het bos zijn in hun originele staat gebleven, omdat er in de 20e eeuw nog houtkap heeft plaatsgevonden. Onaangeraakte delen bevinden zich als eilandjes in het reservaat. De overige delen zijn herstellende. Belangrijke bosvormende soorten zijn een natuurlijke hybride tussen de Siberische spar (Picea obovata) en fijnspar (Picea abies), de Siberische zilverspar (Abies sibirica), grove den (Pinus sylvestris), Siberische lariks (Larix sibirica), zomereik (Quercus robur), winterlinde (Tilia cordata), Noorse esdoorn (Acer platanoides) en zwarte els (Alnus glutinosa). In de struiklaag kan men vooral soorten als noordse aalbes (Ribes spicatum), zwarte bes (Ribes nigrum), framboos (Rubus idaeus), wilde lijsterbes (Sorbus aucuparia), trosvlier (Sambucus racemosa) en sporkehout (Rhamnus frangula) aantreffen.

## Dierenwereld
In Zapovednik Kologrivski Les bevinden zich dieren die men in de boreale zone en gematigde zone kan aantreffen. De kleine riviertjes zorgen voor de aanwezigheid van bevers (Castor fiber) en otters (Lutra lutra). De kleine veenmoerassen bieden leefruimte aan kraanvogels (Grus grus) en moerassneeuwhoenders (Lagopus lagopus) en de grote hoeveelheden rijsbessen (Vaccinium uliginosum) en rode bosbessen (Vaccinium vitis-idaea) zorgen voor een hoge dichtheid aan auerhoenders (Tetrao urogallus) en bruine beren (Ursus arctos). Daarnaast zijn er vele vogels die hier alleen in het broedseizoen verblijven, zoals de noordse boszanger (Phylloscopus borealis), grauwe fitis (Phylloscopus trochiloides), kleine vliegenvanger (Ficedula parva) en boskoekoek (Cuculus optatus).